# 에도 시대 인물 목록
이 문서는 일본 에도 시대의 인물에 관한 목록이다.

## 천황 및 황족
- 고요제이 천황
- 고미즈노오 천황
- 메이쇼 천황
- 고코묘 천황
- 고사이 천황
- 레이겐 천황
- 히가시야마 천황
- 나카미카도 천황
- 사쿠라마치 천황
- 모모조노 덴노
- 고자쿠라마치 천황
- 고모모조노 천황
- 고카쿠 천황
- 닌코 천황
- 고메이 천황
- 도우후쿠몬인

## 막부

### 쇼군
1. 도쿠가와 이에야스
2. 도쿠가와 히데타다
3. 도쿠가와 이에미쓰
4. 도쿠가와 이에쓰나
5. 도쿠가와 쓰나요시
6. 도쿠가와 이에노부
7. 도쿠가와 이에쓰구
8. 도쿠가와 요시무네
9. 도쿠가와 이에시게
10. 도쿠가와 이에하루
11. 도쿠가와 이에나리
12. 도쿠가와 이에요시
13. 도쿠가와 이에사다
14. 도쿠가와 이에모치
15. 도쿠가와 요시노부

### 여성
- 가스가노 쓰보네
- 스겐인
- 고다이인 (1773년)
- 덴쇼인

## 다이묘

### 신판 다이묘
- 도쿠가와 요리노부
- 도쿠가와 요시나오
- 마쓰다이라 요시나가

### 후다이 다이묘
- 이이 나오마사
- 혼다 다다카쓰
- 이이 나오스케